# Landesrundfunkgesetz
Der Kurztitel Landesrundfunkgesetz bezeichnet das Rundfunkgesetz für das Land Mecklenburg-Vorpommern (abgekürzt RundfG M-V) vom 20. November 2003. Auch das Rundfunkgesetz für das Land Schleswig-Holstein (kurz LRG) vom 7. Dezember 1995, welches durch das Gesetz zum Staatsvertrag über das Medienrecht in Hamburg und Schleswig-Holstein vom 21. Februar 2007 aufgehoben wurde, trug diese Kurzbezeichnung.
Der Begriff wird nichtamtlich auch für jene Landesgesetze, Mehr-Länder-Staatsverträge und den ZDF-Staatsvertrag verwendet, mit denen seit 1948 die öffentlich-rechtlichen Rundfunkanstalten der ARD und das ZDF etabliert worden sind. Sie regeln im Normalfall alle grundlegenden Strukturfragen wie
- Rechtsform der Anstalt, Sendegebiet, Sitz und regionale Gliederung
- Aufgaben der Anstalt, Programmauftrag und -grundsätze, Bildungsauftrag
- Aufgaben der Organe (Rundfunkrat, Verwaltungsrat, Intendant), ihre Zusammensetzung und Amtszeit
- Wirtschaftsführung und Finanzordnung, Rechtsaufsicht,
- in jüngerer Zeit auch Fragen wie Jugend- und Datenschutz, Archivierung oder Herausgabe von Druckwerken.

Überlagert werden die Rundfunkgesetze durch gemeinsam von allen Bundesländern formulierte Rahmenbedingungen im Rundfunkstaatsvertrag und im ARD-Staatsvertrag. Einige die Landesrundfunkanstalten betreffende Fragen wie die Frequenzvergabe und die Belegung der Kanäle in Kabelnetzen sind nicht in den Rundfunkgesetzen, sondern in den Landesmediengesetzen geregelt. Eine Besonderheit stellt das nach der deutsch-deutschen Wiedervereinigung in Länderhoheit überführte Deutschlandradio dar, das seine Rechtsgrundlage im Deutschlandradio-Staatsvertrag findet. Im Unterschied zu den übrigen Landesrundfunkanstalten, die als staatsunabhängige rechtsfähige Anstalten des öffentlichen Rechts errichtet wurden, ist das Deutschlandradio eine Körperschaft des öffentlichen Rechts, deren Mitglieder die Landesrundfunkanstalten (ARD-Anstalten und das ZDF) sind.
Das Deutsche-Welle-Gesetz regelt die Rechtsverhältnisse des deutschen Auslandsrundfunks. Nicht die für das Rundfunkwesen zuständigen Bundesländer haben die Deutsche Welle errichtet, sondern der Bund unter Berufung auf seine Zuständigkeit für die Regelung der auswärtigen Angelegenheiten (Art. 73 Abs. 1 Nr. 1 GG). 
Siehe auch
- Landesmediengesetz (für die nicht öffentlich-rechtlichen Sender, Programme und andere Medien)